# Korup
Korup este o arie protejată (arie specială de conservare — SAC, sit de importanță comunitară — SCI) din Suedia întinsă pe o suprafață de 81,9 ha, integral pe uscat.

## Localizare
Centrul sitului Korup este situat la coordonatele 56°23′48″N 12°53′01″E / 56.3967°N 12.8837°E.

## Înființare
Situl Korup a fost declarat sit de importanță comunitară în iulie 2000 pentru a proteja un număr necunoscut de specii din flora spontană și fauna sălbatică aflate în arealul zonei. Situl a fost protejat și ca arie specială de conservare în martie 2011.

## Biodiversitate
Situată în ecoregiunea continentală, aria protejată conține 7 habitate naturale: Mlaștini turboase de tranziție și turbării mișcătoare, Pășuni din zone de pădure fino-scandinave, Păduri de fag Luzulo-Fagetum, Formațiuni de Juniperus communis pe lande sau pajiști calcaroase, Pajiști uscate europene, Pajiști umede nord-atlantice cu Erica tetralix, Păduri aluvionare cu Alnus glutinosa și Fraxinus excelsior (Alno-Padion, Alnion incanae, Salicion albae).
La baza desemnării sitului se află un număr nedeclarat de specii protejate.